# Lejeunea atsuana
Lejeunea atsuana là một loài Rêu trong họ Lejeuneaceae. Loài này được (Stephani) Hürl. mô tả khoa học đầu tiên năm 1993.